# أندرو كويل برادلي
أندرو كويل برادلي (بالإنجليزية: Andrew Coyle Bradley) هو محامي وقاضي أمريكي، ولد في 12 فبراير 1844 في واشنطن العاصمة في الولايات المتحدة، وتوفي في 15 مايو 1902.